# 英阿瓦提乡 (疏勒县)
英阿瓦提乡，是中华人民共和国新疆维吾尔自治区喀什地区疏勒县下辖的一个乡镇级行政单位，位于疏勒县县境东南处，东西长16.5千米，南北宽8千米，总面积33.9平方千米。东与岳普湖县阿其克乡相邻，西与阿拉力乡接壤，南与阿拉甫乡相接，北依牙甫泉镇。下辖10个村，46个村民小组，7个站所社，1所中学，4所小学，2所“双语”幼儿园。

## 歷史
“英阿瓦提”维吾尔语意“新的繁荣”。相传300年前，人们移居这片荒地，经过辛勤劳动，开荒种植，引水灌溉，出现新的繁荣景象，英阿瓦提乡因此得名。英阿瓦提乡在清代属疏勒府五大回庄之一的别什干庄管理。民国2年（1913年），疏勒建县后为下别什干乡属地。民国37年（1948年），改为第八辖地。1950年~1958年，仍为八区辖地。1958年~1984年，属阿拉甫（东方红）公社辖区。1984年从阿拉甫划出10个大队组建乡，并正式定名为英阿瓦提乡。

## 行政区划
英阿瓦提乡下辖以下地区：
英阿瓦提一村、安居尔二村、滚独鲁库木三村、克什拉克四村、喀帕五村、喀什艾日克六村、比纳木七村、喀拉亚八村、托普恰克艾日克九村和托普恰克十村。